# OPN3
OPN3 (англ. Opsin 3) – білок, який кодується однойменним геном, розташованим у людей на короткому плечі 1-ї хромосоми.  Довжина поліпептидного ланцюга білка становить 402 амінокислот, а молекулярна маса — 44 873.
| 10         |  | 20         |  | 30         |  | 40         |  | 50         |
| ---------- |  | ---------- |  | ---------- |  | ---------- |  | ---------- |
| MYSGNRSGGH |  | GYWDGGGAAG |  | AEGPAPAGTL |  | SPAPLFSPGT |  | YERLALLLGS |
| IGLLGVGNNL |  | LVLVLYYKFQ |  | RLRTPTHLLL |  | VNISLSDLLV |  | SLFGVTFTFV |
| SCLRNGWVWD |  | TVGCVWDGFS |  | GSLFGIVSIA |  | TLTVLAYERY |  | IRVVHARVIN |
| FSWAWRAITY |  | IWLYSLAWAG |  | APLLGWNRYI |  | LDVHGLGCTV |  | DWKSKDANDS |
| SFVLFLFLGC |  | LVVPLGVIAH |  | CYGHILYSIR |  | MLRCVEDLQT |  | IQVIKILKYE |
| KKLAKMCFLM |  | IFTFLVCWMP |  | YIVICFLVVN |  | GHGHLVTPTI |  | SIVSYLFAKS |
| NTVYNPVIYV |  | FMIRKFRRSL |  | LQLLCLRLLR |  | CQRPAKDLPA |  | AGSEMQIRPI |
| VMSQKDGDRP |  | KKKVTFNSSS |  | IIFIITSDES |  | LSVDDSDKTN |  | GSKVDVIQVR |
| PL         |  |            |  |            |  |            |  |            |

A: Аланін

C: Цистеїн

D: Аспарагінова кислота

E: Глутамінова кислота

F: Фенілаланін

G: Гліцин

H: Гістидин

I: Ізолейцин

K: Лізин

L: Лейцин

M: Метіонін

N: Аспарагін

P: Пролін

Q: Глутамін

R: Аргінін

S: Серин

T: Треонін

V: Валін

W: Триптофан

Кодований геном білок за функціями належить до рецепторів, g-білокспряжених рецепторів, білків внутрішньоклітинного сигналінгу. 
Задіяний у таких біологічних процесах як поліморфізм, альтернативний сплайсинг. 
Білок має сайт для зв'язування з хромофором. 
Локалізований у мембрані.